# ジョージ・エドマンド・バトラー
ジョージ・エドマンド・バトラー（George Edmund Butler、1872年1月15日 - 1936年8月9日）はイギリス生まれの、ニュージーランドの画家である。第一次世界大戦末期に、ニュージーランド派遣軍（New Zealand Expeditionary Force:NZEF）の公式画家として従軍し、高級将校の肖像画や、戦場を描いた絵画を残した。

## 略歴
イギリスのサウサンプトンに生まれ、11歳の時、両親とともにニュージーランドのウェリントンに移住した。学校を卒業した後、父親と働き、パートタイムで、ウェリントン・デザイン学校（Wellington School of Design）のジェームズ・ネアン（James Nairn:1859–1904）の元で学んだ。1890年にウェリントン・デザイン学校に入学し、1892年にネアンが設立した、ウェリントン前衛美術クラブ（avant-garde Wellington Art Club）に入会し地元では海岸を描いた絵で有名になった。1897年にウェリントンの画商に伴われシドニーに渡り、国立美術館の作品を学んだ。1898年から1900年の間、ヨーロッパに留学し、イギリスのランベス美術学校、パリのアカデミー・ジュリアンで学び、最後にアントウェルペン王立芸術学院で学んだ。その間にイギリスで最初の結婚をした。、
1900年に帰国し、ウェリントンやクライストチャーチで展覧会を開いた。1901年からダニーデンに住み、ダーニデンで展覧会を開き、オタゴ美術協会展で入選し、町の有力者の肖像画を描いたが、プロの画家としての収入は得られず、美術教師もした。
1905年にイギリスに渡り、ブリストルに住み、クリフトン・カレッジで美術を教えた。肖像画や風景画が評判となって1912年に王立西イングランドアカデミー（Royal West of England Academy）の会員に選ばれた。ロイヤル・アカデミー・オブ・アーツやスコットランド王立美術院、フランス芸術家協会の展覧会に出展した。
第一次世界大戦の帰趨が明らかになってきた後、ヨーロッパに派遣されていたニュージーランド派遣軍（New Zealand Expeditionary Force:NZEF）の戦史委員会がバトラーの画家としての評判とニュージーランドとの関わりから1918年にバトラーに申し出て公式の戦争画家に任命された。1918年9月に名誉将校に任命されて、ニュージーランド派遣軍のいる戦場に赴き戦場をスケッチした。戦後も、フランスやベルギーのかつての戦場もスケッチのために訪れた。これらを元に戦場を描いた絵画を制作した。
戦争終結後の、1918年12月31日に派遣軍との契約は終了したが、ニュージーランドの政治家、ローズ（Robert Heaton Rhodes:1861-1956）や司令官だったラッセル将軍（Andrew Hamilton Russell）の依頼で、将校の肖像画や戦場の風景画の仕事は続けられた。
その後もニュージーランドへは戻らず、ロンドンのトゥイッケナムで没した。

## 作品
- 路傍の墓場を見る女性(1917)
- ポリゴンの森の戦い(1918)
- 担架を運ぶ人々(1918)

- (1918)
- (1920)
- ヤング将軍
- ニュージーランド軍の軍装